# Richard Heuberger
Richard Franz Joseph Heuberger el Vell (Graz (Estíria), 18 de juny, 1850 - Viena, 28 d'octubre, 1914), va ser un compositor, director d'orquestra, professor de música i periodista musical austríac.

## Biografia
Després d'acabar l'escola, va començar la seva carrera professional en el camp de l'enginyeria, però va decidir canviar a la música als 27 anys. Va estudiar al Conservatori de Graz i, després de graduar-se amb èxit el 1902, se li va confiar la direcció de la Societat Coral Acadèmica de Viena. Més tard, Heuberger també es va fer càrrec de la gestió de la Wiener Singakademie. De 1902 a 1909 també va ensenyar al Conservatori de la "Gesellschaft der Musikfreunde" de Viena.
Richard Heuberger també es va fer un nom com a crític musical per a diversos diaris, primer al "Neues Wiener Tagblatt", i després des de 1899 a l'"Allgemeine Zeitung" (Munic). El 1896 va succeir a Eduard Hanslick com a crític musical a la "Wiener Neue Freie Presse". També va treballar com a periodista freelance, i des de 1904 com a corresponsal i editor de la "Neue Musikalische Presse", entre d'altres. Va morir a Viena el 1914 i està enterrat a Hinterbrühl.
El seu treball compositiu inclou òperes, ballets, operetes, cançons, cors i altres composicions instrumentals. La seva obra més famosa és l'opereta Der Opernball de l'òpera (llibret de Victor Léon).
Heuberger era maçó. El 1904 va ser admès a la lògia Future a Pressburg (avui Bratislava). El seu garant va ser el pianista Alfred Grünfeld.
El 1955, la Heubergergasse de Viena-Hietzing va ser batejada en el seu honor. El 1956, la seva tomba al cementiri de Hinterbrühl es va convertir en tomba honorífica.
L'historiador Richard Heuberger el Jove era el seu fill.

## Obres seleccionades
Òperes

- Die Abenteuer einer Neujahrsnacht (1886, llibret de Franz Schaumann)
- Manuel Venegas (1889, llibret de Joseph Victor Widmann)
- Mirjam oder Das Manifest,, Viena, 1894.
- Barfüßele (1904, llibret de Victor Léon basat en la història de Berthold Auerbach)
- Die letzte Nacht (1 acte compost el 1905/06)

Operetes

- Der Opernball (1898)
- Ihre Exzellenz (1899)
- Der Sechs-Uhr-Zug (1900)
- Das Baby (1902)
- Die drei Grazien (1906)
- Durchlaucht Seitensprung oder Der Fürst von Düsterstein (1909)
- Don Quixote (1910)

Ballet

- Die Lautenschlägerin
- Struwwelpeter

Lieder

- Brautgesang
- Es steht eine Linde im tiefen Tal
- Feldeinwärts flog ein Vögelein

Obres instrumentals

- Nachtmusik für Streichorchester, op. 7; Fr. Kistner, Leipzig, 1878.
- Variationen über ein Thema von Franz Schubert, op. 11; Fr. Kistner, Leipzig, 1880.
- Ouverture zu Byron's "Kain", op. 16; Fr. Kistner, Leipzig, 1883.